# Sportverein Waldhof Mannheim 07 2011-2012
Questa voce raccoglie le informazioni riguardanti lo Sportverein Waldhof Mannheim 07 nelle competizioni ufficiali della stagione 2011-2012.

## Stagione
Nella stagione 2011-2012 il Waldhof Mannheim, allenato da Reiner Hollich, concluse il campionato di Regionalliga sud al 12º posto.

## Rosa
| N. |                     | Ruolo | Calciatore       |
| -- | ------------------- | ----- | ---------------- |
| 1  | Germania (bandiera) | P     | Rainer Adolf     |
| 3  | Croazia (bandiera)  | D     | Jure Čolak       |
| 3  | Turchia (bandiera)  | D     | Uğur Demirkol    |
| 4  | Germania (bandiera) | D     | Fabian Heinrich  |
| 5  | Germania (bandiera) | C     | Klaus Gjasula    |
| 6  | Germania (bandiera) | C     | Christopher Hock |
| 7  | Germania (bandiera) | A     | Daniel Reule     |
| 8  | Kosovo (bandiera)   | D     | Fitim Fazlija    |
| 8  | Canada (bandiera)   | C     | Massih Wassey    |
| 9  | Camerun (bandiera)  | A     | Amadou Rabihou   |
| 10 | Germania (bandiera) | C     | Martin Wagner    |
| 11 | Germania (bandiera) | C     | Dennis Franzin   |
| 12 | Germania (bandiera) | P     | Michael Lutz     |

| N. |                                 | Ruolo | Calciatore         |
| -- | ------------------------------- | ----- | ------------------ |
| 13 | Germania (bandiera)             | D     | Thomas Scheuring   |
| 14 | Germania (bandiera)             | D     | Dennis Geiger      |
| 15 | Germania (bandiera)             | D     | Carl Murphy        |
| 17 | Germania (bandiera)             | C     | Michael Reith      |
| 18 | Germania (bandiera)             | C     | Yannick Kakoko     |
| 19 | Germania (bandiera)             | A     | Vllaznim Dautaj    |
| 20 | Germania (bandiera)             | A     | Dimitri Suworow    |
| 21 | Germania (bandiera)             | C     | Oliver Malchow     |
| 22 | Germania (bandiera)             | C     | Daniel Herm        |
| 23 | Germania (bandiera)             | D     | Jurij Krause       |
| 26 | Bosnia ed Erzegovina (bandiera) | C     | Christian Grujicic |
|    | Germania (bandiera)             | D     | Timo Raab          |
|    | Turchia (bandiera)              | A     | Cihad Ilhan        |

## Organigramma societario
Area tecnica
- Allenatore: Reiner Hollich
- Allenatore in seconda: Andreas Clauß
- Preparatore dei portieri:
- Preparatori atletici:
- Analisi video:

## Calciomercato

### Sessione estiva
| Acquisti | Acquisti         | Acquisti             | Acquisti |
| R.       | Nome             | da                   | Modalità |
| -------- | ---------------- | -------------------- | -------- |
| D        | Jure Čolak       | Monaco 1860 II       |          |
| D        | Uğur Demirkol    | Friburgo II          |          |
| D        | Fabian Heinrich  | Karlsruhe II         |          |
| C        | Christopher Hock | Hauenstein           |          |
| C        | Yannick Kakoko   | Wehen Wiesbaden II   |          |
| P        | Michael Lutz     | Ingolstadt 04        |          |
| C        | Michael Reith    | Kaiserslautern II    |          |
| D        | Thomas Scheuring | Aalen                |          |
| C        | Oliver Schmitt   | Waldhof Mannheim U19 |          |
| C        | Martin Wagner    | Wormatia Worms       |          |

| Cessioni | Cessioni       | Cessioni        | Cessioni |
| R.       | Nome           | a               | Modalità |
| -------- | -------------- | --------------- | -------- |
| P        | Markus Kolke   | Wehen Wiesbaden |          |
| A        | Hans Kyei      | Bochum II       |          |
| C        | Fisnik Myftari | Eupen           |          |
| A        | Denis Videc    | Union Böckingen |          |

### Sessione invernale
| Acquisti | Acquisti      | Acquisti         | Acquisti |
| R.       | Nome          | da               | Modalità |
| -------- | ------------- | ---------------- | -------- |
| C        | Massih Wassey | Eintracht Rheine |          |

| Cessioni | Cessioni        | Cessioni     | Cessioni |
| R.       | Nome            | a            | Modalità |
| -------- | --------------- | ------------ | -------- |
| C        | Giancarlo Pinna | VfR Mannheim |          |

## Risultati

### Regionalliga

#### Girone di andata
| Arbitro: | Reichel |

|  |           |                           |
|  | Marcatori | 1’, 46’ Dautaj 29’ Geiger |

| Mannheim 12 agosto 2011, ore 19:00 CEST 2ª giornata | Waldhof Mannheim | 0 – 0 referto | Kickers Stoccarda | Carl-Benz-Stadion (6 750 spett.)\| Arbitro: \| Stein \| |
| Arbitro:                                            | Stein            |               |                   |                                                         |

| Arbitro: | Beck |

|                                    |           |                      |
| Görtler 19’ Bunjaku 55’ Ballas 90’ | Marcatori | 27’, 68’, 83’ Dautaj |

| Arbitro: | Günsch |

|           |           |                                |
| Reule 32’ | Marcatori | 77’ van der Meulen 82’ Fischer |

| Arbitro: | Wingenbach |

|                       |           |  |
| Dulleck 31’ Hasel 77’ | Marcatori |  |

| Arbitro: | Drees |

|                                   |           |                        |
| Grujicic 56’ Wagner 77’ Reule 90’ | Marcatori | 51’ Schmidt 60’ Decker |

| Arbitro: | Stegemann |

|  |           |                   |
|  | Marcatori | 16’, 65’ Schuster |

| Arbitro: | Schmitt |

|                                       |           |  |
| Schmid 9’ Brandstetter 31’ Bickel 50’ | Marcatori |  |

| Arbitro: | Färber |

|                                               |           |  |
| Wagner 30’ Gjasula 54’ Dautaj 80’ Rabihou 84’ | Marcatori |  |

| Arbitro: | Schüller |

|            |           |                                                    |
| Müller 77’ | Marcatori | 35’ (rig.) Dautaj 52’ Rabihou 56’ Wagner 73’ Reule |

| Mannheim 5 ottobre 2011, ore 19:00 CEST 11ª giornata | Waldhof Mannheim | 0 – 0 referto | Eintracht Francoforte II | Carl-Benz-Stadion (4 240 spett.)\| Arbitro: \| Christ \| |
| Arbitro:                                             | Christ           |               |                          |                                                          |

| Arbitro: | Steinberg |

|                                      |           |                       |
| Akbulut 20’ Kolb 81’ Maas 82’ (rig.) | Marcatori | 18’ Dautaj 62’ Geiger |

| Arbitro: | Alt |

|           |           |  |
| Reule 63’ | Marcatori |  |

| Arbitro: | Völk |

|                             |           |            |
| Szarka 7’ Thomalla 20’, 35’ | Marcatori | 36’ Dautaj |

| Arbitro: | Welz |

|  |           |                         |
|  | Marcatori | 10’ Röser 86’ Oppermann |

| Arbitro: | Brand |

|                                    |           |  |
| Mayer 30’ Hajdarović 62’ Metin 90’ | Marcatori |  |

| Arbitro: | Meisberger |

|           |           |                |
| Čolak 90’ | Marcatori | 22’ Dicklhuber |

#### Girone di ritorno
| Mannheim 19 novembre 2011, ore 14:00 CET 18ª giornata | Waldhof Mannheim | 0 – 0 referto | Ingolstadt 04 II | Carl-Benz-Stadion (2 520 spett.)\| Arbitro: \| Kempter \| |
| Arbitro:                                              | Kempter          |               |                  |                                                           |

| Arbitro: | Zacher |

|  |           |           |
|  | Marcatori | 57’ Reule |

| Arbitro: | Jöllenbeck |

|           |           |            |
| Reule 71’ | Marcatori | 46’ George |

| Arbitro: | Schaal |

|                         |           |                       |
| Chessa 43’ Petersen 60’ | Marcatori | 67’ Reule 74’ Rabihou |

| Arbitro: | Marx |

|                        |           |  |
| Grujicic 52’ Reule 71’ | Marcatori |  |

| Arbitro: | Münch |

|                           |           |            |
| Hindelang 72’ Mangler 74’ | Marcatori | 54’ Wassey |

| Arbitro: | Sather |

|            |           |           |
| Kacani 24’ | Marcatori | 58’ Reule |

| Arbitro: | Färber |

|  |           |              |
|  | Marcatori | 69’ Bouziane |

| Arbitro: | Baitinger |

|          |           |                      |
| Popp 22’ | Marcatori | 48’ Geiger 74’ Čolak |

| Arbitro: | Stein |

|  |           |               |
|  | Marcatori | 82’ Schneider |

| Arbitro: | Schröder |

|                                   |           |  |
| Albayrak 17’ Soriano 30’ Jung 50’ | Marcatori |  |

| Arbitro: | Schaal |

|                               |           |  |
| Rabihou 33’ Dautaj 52’ (rig.) | Marcatori |  |

| Arbitro: | Pfeifer |

|  |           |                             |
|  | Marcatori | 79’ Dautaj 86’ (rig.) Reule |

| Arbitro: | Glasmacher |

|            |           |                             |
| Dautaj 58’ | Marcatori | 20’ Recktenwald 57’ Thesker |

| Arbitro: | Weickenmeier |

|           |           |               |
| Bauer 72’ | Marcatori | 30’ Scheuring |

| Arbitro: | Schlager |

|  |           |                  |
|  | Marcatori | 70’ (rig.) Mayer |

| Arbitro: | Färber |

|                                                                   |           |            |
| Falkenmayer 36’ (rig.) Braun-Schumacher 54’ Dicklhuber 61’ (rig.) | Marcatori | 48’ Wagner |

## Statistiche

### Statistiche di squadra
| Competizione     | Punti | In casa | In casa | In casa | In casa | In casa | In casa | In trasferta | In trasferta | In trasferta | In trasferta | In trasferta | In trasferta | Totale | Totale | Totale | Totale | Totale | Totale | DR |
| Competizione     | Punti | G       | V       | N       | P       | Gf      | Gs      | G            | V            | N            | P            | Gf           | Gs           | G      | V      | N      | P      | Gf     | Gs     | DR |
| ---------------- | ----- | ------- | ------- | ------- | ------- | ------- | ------- | ------------ | ------------ | ------------ | ------------ | ------------ | ------------ | ------ | ------ | ------ | ------ | ------ | ------ | -- |
| Regionalliga sud | 39    | 17      | 5       | 5       | 7       | 16      | 15      | 17           | 5            | 4            | 8            | 24           | 31           | 34     | 10     | 9      | 15     | 40     | 46     | -6 |
| Totale           | 39    | 17      | 5       | 5       | 7       | 16      | 15      | 17           | 5            | 4            | 8            | 24           | 31           | 34     | 10     | 9      | 15     | 40     | 46     | -6 |

### Andamento in campionato
| Giornata  | 1 | 2 | 3 | 4  | 5  | 6  | 7  | 8  | 9  | 10 | 11 | 12 | 13 | 14 | 15 | 16 | 17 | 18 | 19 | 20 | 21 | 22 | 23 | 24 | 25 | 26 | 27 | 28 | 29 | 30 | 31 | 32 | 33 | 34 |
| --------- | - | - | - | -- | -- | -- | -- | -- | -- | -- | -- | -- | -- | -- | -- | -- | -- | -- | -- | -- | -- | -- | -- | -- | -- | -- | -- | -- | -- | -- | -- | -- | -- | -- |
| Luogo     | T | C | T | C  | T  | C  | C  | T  | C  | T  | C  | T  | C  | T  | C  | T  | C  | C  | T  | C  | T  | C  | T  | T  | C  | T  | C  | T  | C  | T  | C  | T  | C  | T  |
| Risultato | V | N | N | P  | P  | V  | P  | P  | V  | V  | N  | P  | V  | P  | P  | P  | N  | N  | V  | N  | N  | V  | P  | N  | P  | V  | P  | P  | V  | V  | P  | N  | P  | P  |
| Posizione | 1 | 6 | 6 | 10 | 10 | 10 | 10 | 12 | 10 | 8  | 9  | 9  | 9  | 11 | 12 | 13 | 11 | 10 | 10 | 10 | 11 | 10 | 11 | 12 | 12 | 12 | 12 | 12 | 11 | 11 | 12 | 11 | 12 | 12 |

Legenda:

Luogo: C = Casa; T = Trasferta. Risultato: V = Vittoria; N = Pareggio; P = Sconfitta.

### Statistiche dei giocatori
| R. Adolf     | 34 | 0  | 0  | 0 |
| V. Dautaj    | 28 | 12 | 3  | 0 |
| U. Demirkol  | 11 | 0  | 2  | 0 |
| F. Fazlija   | 22 | 0  | 1  | 1 |
| D. Franzin   | 3  | 0  | 0  | 0 |
| D. Geiger    | 25 | 3  | 1  | 1 |
| K. Gjasula   | 24 | 1  | 13 | 0 |
| C. Grujicic  | 22 | 2  | 4  | 0 |
| F. Heinrich  | 13 | 0  | 1  | 0 |
| D. Herm      | 5  | 0  | 0  | 0 |
| C. Hock      | 7  | 0  | 0  | 1 |
| C. Ilhan     | 5  | 0  | 0  | 0 |
| Y. Kakoko    | 8  | 0  | 0  | 0 |
| J. Krause    | 2  | 0  | 2  | 0 |
| M. Lutz      | 1  | 0  | 0  | 0 |
| O. Malchow   | 30 | 0  | 4  | 0 |
| C. Murphy    | 20 | 0  | 2  | 1 |
| G. Pinna     | 7  | 0  | 0  | 0 |
| T. Raab      | 1  | 0  | 0  | 0 |
| A. Rabihou   | 30 | 4  | 3  | 0 |
| M. Reith     | 24 | 0  | 2  | 0 |
| D. Reule     | 31 | 10 | 4  | 2 |
| T. Scheuring | 34 | 1  | 3  | 0 |
| D. Suworow   | 4  | 0  | 0  | 0 |
| M. Wagner    | 31 | 4  | 6  | 0 |
| M. Wassey    | 12 | 1  | 4  | 0 |
| J. Čolak     | 21 | 2  | 7  | 0 |